# Coelioxys sogdiana
Coelioxys sogdiana är en biart som beskrevs av Morawitz 1875. Coelioxys sogdiana ingår i släktet kägelbin, och familjen buksamlarbin. Inga underarter finns listade i Catalogue of Life.